# العالية مجاهد
ألكسولي عليوة (تطوان: 1929 - 20 يوليوز 2012), المعروفة ب«العالية مجاهد» كانت مغنية مغربية مختصة في الموسيقى الأندلسية والطرب الشعبي لشمال المغرب.

## حياتها
ولدت ألكسولي عليوة في حي الجامع لكبير درب لخطيب بالمدينة العتيقة لتطوان. اكتسبت حب الفن من بيت أخوالها الذين أخدت منهم فيما بعد حتى الاسم العائلي «المجاهد» ليكون لها اسما فنيا وليتغير كليا إلى «عالية المجاهد». تلقت العالية مبادئ الموسيقى الأندلسية بالمعهد الموسيقي لمدينة تطوان الذي كان يتواجد إبان الحماية الإسبانية لشمال المغرب في المصلى القديمة بالمدينة العتيقة على يد الفنان الراحل محمد الديلان ثم على يد الفنانة الراحلة منانة الخراز التي علًمتها العزف على ألة العود.
بدأت العالية مسارها الفني بداية الستينات، عندما قررت الذهاب لمقر الإذاعة الوطنية بالرباط وتسجل أولى قطعها الغنائية التي لاقت نجاحا كبيرا وهي قطعة «النار الحمرا» التي أضاءت بها مسارها الفني. بعد تقريرها الاستمرار في الفن، قررت العالية الاستقرار نهائيا في مدينة سلا رفقة زوجها الحاج محمد الطود، الذي قدم لها الدعم الفني والأسري. خلال مقامها بسلا، سجلت مجاهد عدة قطع أندلسية مع مع جوق مولاي أحمد الوكيلي منها «بطايحي الأصبهان» فضلا عن تسجيلها العديد من القطع والبراول الشعبية الشمالية رفقة عبد الصادق شقارة.
توفيت العالية مجاهد بمستشفى سانية الرمل بتطوان يوم 20 يوليو 2012 بعد معاناة طويلة مع المرض ودفنت بمقبرة سيدي المنظري بنفس المدينة.

## أغانيها
لدى العالية مجاهد عدة أغان معروفة عند الجمهور المغربي، منها:
- النار الحمراء
- أسيدي حبيبي على الهوى مابغا يدير فصال